# Enemy Territory: Quake Wars
Enemy Territory: Quake Wars je střílečka z pohledu první osoby a nástupce hry Wolfenstein: Enemy Territory, nicméně na rozdíl od té se odehrává ve sci-fi světe série Quake II a Quake 4. Je to také druhá hra Quake série zaměřená na multiplayer (první je Quake III). Quake Wars nabízí podobnou hratelnost jako původní Enemy Territory, ale s přidáním ovladatelných vozidel a letadel, mnohem větších map, asymetrických týmů, či přítomností počítačem ovládaných botů.

## Kritika
| Agregátor    | Skóre  |
| ------------ | ------ |
| GameRankings | 84 %   |
| Metacritic   | 84/100 |

| Udělil    | Skóre  |
| --------- | ------ |
| Eurogamer | 8/10   |
| GamePro   | 4,5/5  |
| GameSpot  | 8,5/10 |
| IGN       | 8,5/10 |